# エレクトロスプレーイオン化

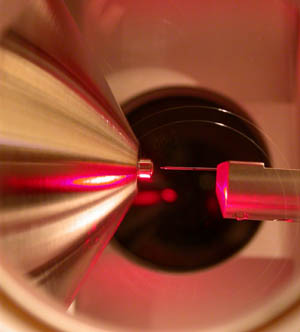
エレクトロスプレー（ナノスプレー）イオン化源

エレクトロスプレーイオン化（エレクトロスプレーイオンか、英: Electrospray ionization、ESI）は、質量分析におけるサンプルのイオン化法の一つである。高分子をフラグメント化することなくイオン化できるため、高分子をイオン化する際に特に有用である。
ESIを用いた質量分析は、エレクトロスプレーイオン化質量分析（ESI-MS）あるいは、エレクトロスプレー質量分析（ES-MS）と呼ばれる。

## 歴史

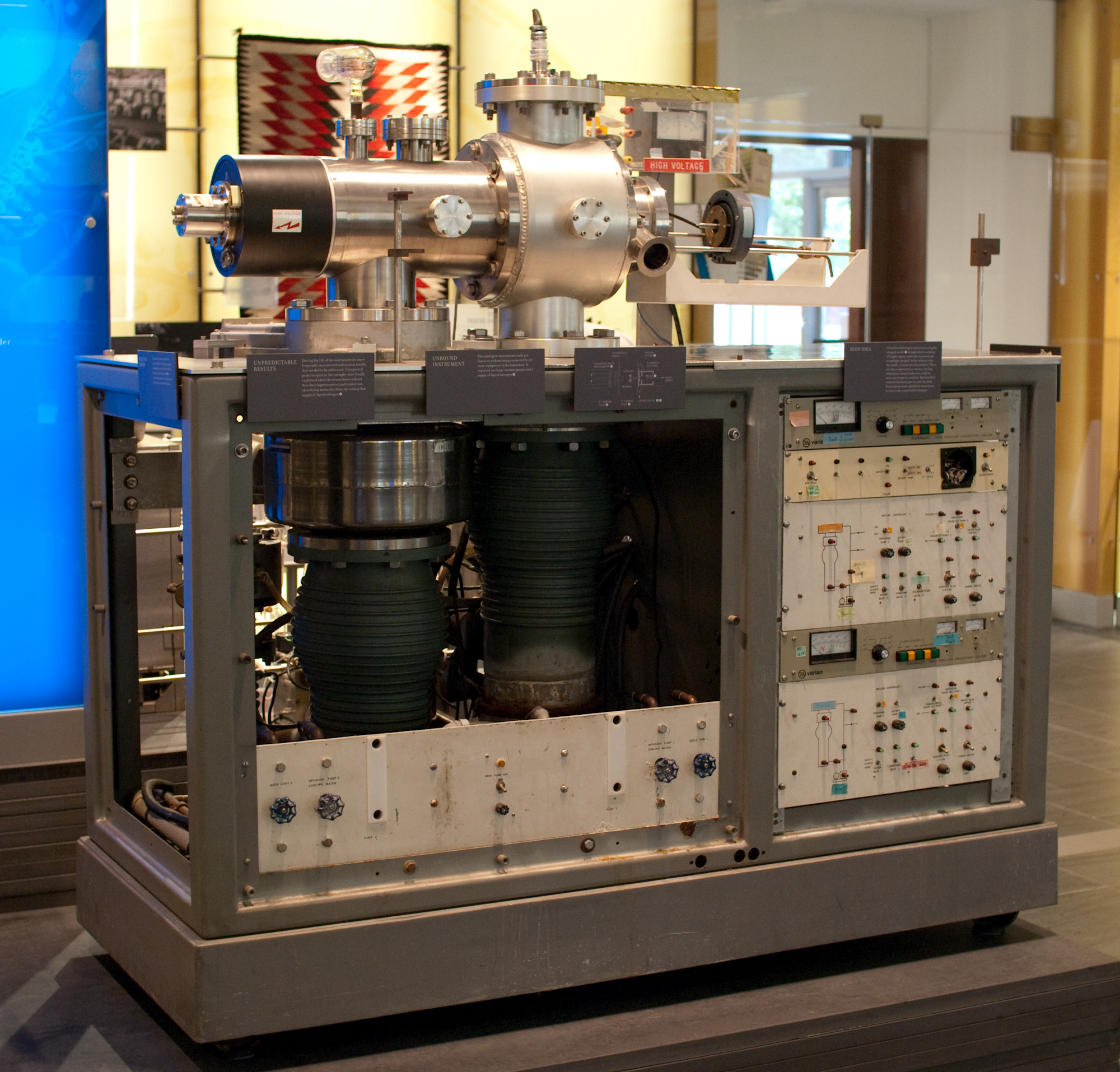
シングル四重極質量分析計と組み合わされたフェンの最初のエレクトロスプレーイオン化源（上）

### 初期の研究者
- 第3代レイリー男爵ジョン・ウィリアム・ストラット
- ジョン・ゼラニー（英語版）[1]
- マルコム・ドール[2]
- リジヤ・ガル（ロシア語版）[3]
- ジェフェリー・イングラム・テイラー

### ジョン・フェンによる開発
生体高分子の分析のためのエレクトロスプレーイオン化法の開発により、開発者のジョン・フェンは2002年ノーベル化学賞を受賞した。フェンにより使用されたオリジナルの機器の一つは、アメリカ合衆国ペンシルベニア州フィラデルフィアの化学遺産財団 (Chemical Heritage Foundation) に展示されている。

## イオン化機構
興味のある検体を含む液体は、エレクトロスプレーによって微細なエアロゾルへと分散される。イオン形成は溶媒の大きな蒸発を伴うため、エレクトロスプレーイオン化のための典型的な溶媒は、水と揮発性の有機化合物（例：メタノール、アセトニトリル）を混合することによって調製される。初めの液滴の大きさを小さくするため、誘電率を上げる化合物（例：酢酸）が習慣的に溶液に添加される。大流量のエレクトロスプレーは、窒素といった不活性ガスによる追加の噴霧化から恩恵を受けることができる。このエアロゾルは質量分析計の最初の真空部にキャピラリーを通って導入され、荷電した液滴からさらに溶媒が蒸発するのを助けるため加熱される。液滴がレイリー限界の到達して不安定化するまで、荷電した液滴からの溶媒を蒸発させる。この段階で、液滴は変形し、クーロン分裂 (Coulomb fission) として知られる過程により荷電ジェットを放出する。分裂の間、液滴は質量のごく一部（1.0-2.3%）と電荷の比較的大部分（10-18%）を失う。
気相イオンの最終生成を説明する2つの主要な理論が存在する。 
イオン蒸発モデル (Ion Evaporation Model, IEM)
液滴がある半径に到達すると、液滴表面の電界強度が溶媒和イオンの電界脱離の助けとなる程度まで増大する。
帯電残滓モデル (Charged Residue Model, CRM)
エレクトロスプレー液滴が蒸発・分裂サイクルを経ると、平均して一つあるいはそれより少ない検体イオンを含む後代液滴が最終的に生じる。気相イオンは残りの溶媒分子が蒸発した後に形成され、液滴に含まれていた荷電検体が残る。
科学的に確かな証拠はないが、多くの間接的な証拠は、小さなイオンはイオン蒸発機構によって気相に遊離するが、より大きなイオンは帯電残滓機構によって形成されることを示唆している。
質量分析によって観測されるイオンは擬分子イオンであり、プロトン（水素イオン）の付加によって生じた[M + H]+、ナトリウムイオンといったカチオンの付加による [M + Na]+あるいはプロトンの除去による [M − H]−などである。[M + nH]n+といった多価イオンがしばしば観測される。大きな高分子では、多くの荷電状態があり、特徴的な荷電状態エンベロープを与える。それら全ては偶数電子イオン種である（他のイオン源と異なり、電子単独では付加あるいは脱離しない）。検体は時々電気化学過程により、マススペクトル中の対応するピークのシフトを生じる。

## 変法
低流速で操作されたエレクトロスプレーはより小さな初期液滴を生じ、改善されたイオン化効率を保障する。1994年、2つの研究グループが低流速で行われるエレクトロスプレーをマイクロエレクトロスプレー（マイクロスプレー）と命名した。EmmettおよびCaprioliは、エレクトロスプレーを300-800 nL/minで操作した時に、HPLC-MS分析の性能が改善されることを明らかにした。WilmおよびMannは、数マイクロメートルまで引き伸ばされたガラスキャピラリーによって組み立てられたエミッターの先端において、〜25 mL/minのキャピラリー流速でエレクトロスプレーが維持できることを明らかにした。後者は、1996年にナノエレクトロスプレー（ナノスプレー）と改名された。現在、ナノスプレーの名称は自己供給型エレクトロスプレーだけでなく、低流速のポンプを用いたエレクトロスプレーに対しても使用されている。エレクトロスプレー、マイクロスプレーおよびナノエレクトロスプレーの流速の範囲は明確に定義されていない。

## 応用
エレクトロスプレーはタンパク質の折り畳み（フォールディング）の研究に使用されている。

### 液体クロマトグラフィー/質量分析 (LC-MS)
エレクトロスプレーイオン化は、液体クロマトグラフィーと質量分析の組み合わせでイオン源として選択されている。分析は、LCカラムから溶出された液体を直接エレクトロスプレーに供給する（オンライン）か、フラクションを集めた後、古典的ナノエレクトロスプレー質量分析装置で分析する（オフライン）かどちらかの方法によって分析が行なわれる。エレクトロスプレー-LCMSにおける様々なイオン対試薬（TFA等）の効果が研究されている。

### 気相における非共有結合性相互作用
エレクトロスプレーイオン化は、気相における非共有結合性相互作用を研究するのに理想的である。エレクトロスプレープロセスでは、液相中の非共有結合性錯体を非共有結合性相互作用を壊すことなく気相に移動させることができる。これによって、その他の質量分析技法を用いて、気相における2分子クラスターを研究することが可能になった。興味深い例は、酵素とその阻害剤の相互作用の研究である。阻害剤は一般的に非共有結合性相互作用によって妥当な親和性で標的酵素に結合し作用するため、この非共有結合性複合体を本手法で研究することができる。新規薬剤候補を探索するため、STAT6と阻害剤の競合試験が本手法により行われた。